# Застава Силенда
Застава Кнежевине Силенд састоји се из горњег левог црвеног и доњег десног црног троугла које дели дијагонална бела линија из доњег левог у горњи десни угао заставе. Застава је усвојена 2. септембра 1967. године.